# Iwanowka (Mari El, Orschanski)
Iwanowka (russisch Ивановка, Mari Ивансола) ist eine Derewnja (Dorf) in der russischen Republik Mari El. Der Ort gehört zur Landgemeinde Markowskoje selskoje posselenije im Orschanski rajon.

## Geographie
Iwanowka liegt an der Föderalstraße R176 zehn Kilometer südöstlich vom Rajonzentrum Orschanka. Der Gemeindesitz Markowo befindet sich fünf Kilometer nordwestlich genau dazwischen. Die nächste Bahnstation ist die Hauptstadt Joschkar-Ola an der Strecke von Selenodolsk 23 Kilometer südlich. Dort befindet sich auch ein Flugplatz. Südwestlich von Iwanowka befindet sich ein Gewerbegebiet.

## Geschichte
Iwanowka wurde in den Jahren 1904 und 1905 von Siedlern aus den benachbarten Orten Staroje Kreschtscheno und Janduschewo gegründet. Als erster Siedler gilt I. S. Iwanow aus Janduschewo. Im Jahr 1932 wurde ein Kolchos gebildet. Von den im Zweiten Weltkrieg an die Front eingezogenen 39 Dorfbewohnern kehrten nur neun zurück. In den 1950er Jahren wurde der Nachbarort Troizk an Iwanowka angeschlossen. 1970 wurde der örtliche Kolchos in den im Nachbarort Markowo ansässigen Sowchos eingegliedert. Im Jahr 1986 wurde der Landarbeiter W. I. Moskwitschew mit der Medaille „Für die Umgestaltung der Nicht-Schwarzerde-Region der RSFSR“ ausgezeichnet. Der Übergang von der Kollektivwirtschaft zur Privatwirtschaft nach dem Zerfall der Sowjetunion führte dazu, dass viele Bauernhöfe aufgegeben wurden. Das Haus der Kultur wurde im Jahr 2000 geschlossen. 2004 wurde das Dorf an die Gasversorgung angeschlossen.

### Einwohnerentwicklung
| Jahr | Einwohner |
| ---- | --------- |
| 1926 | 118       |
| 1938 | 122       |
| 1971 | 241       |
| 1980 | 187       |
| 2010 | 114       |

Anmerkung: Volkszählungsdaten, 1971: Fortschreibung